# Gergely Krausz
Gergely Krausz (* 25. Dezember 1993 in Mór) ist ein ungarischer Badmintonspieler.

## Karriere
Gergely Krausz siegte im Jahr 2014 erstmals bei den nationalen ungarischen Meisterschaften. Weitere Titelgewinne folgten bis 2019 im jährlichen Rhythmus. 2015 siegte er des Weiteren bei den Turkey International. 2021 qualifizierte er sich für die Olympischen Sommerspiele des gleichen Jahres.

## Sportliche Erfolge
| Saison | Veranstaltung                       | Disziplin | Platz | Name                                   |
| ------ | ----------------------------------- | --------- | ----- | -------------------------------------- |
| 2008   | Ungarische Meisterschaft U15 2008   | MS        | 1     | Gergely Krausz                         |
| 2008   | Ungarische Meisterschaft U15 2008   | MD        | 1     | Gergely Krausz / Péter Letsch          |
| 2010   | Ungarische Meisterschaft U19 2010   | MS        | 1     | Gergely Krausz                         |
| 2010   | Ungarische Meisterschaft U17 2010   | MS        | 1     | Gergely Krausz                         |
| 2011   | Ungarische Meisterschaft U19 2011   | MS        | 1     | Gergely Krausz                         |
| 2011   | Ungarische Meisterschaft U19 2011   | XD        | 1     | Gergely Krausz / Daniella Gonda        |
| 2011   | Hungarian Junior International 2011 | MD        | 3     | Gergely Krausz / Norbert Megyesi       |
| 2012   | Ungarische Meisterschaft U19 2012   | MD        | 1     | Gergely Krausz / József Mester         |
| 2014   | Ungarische Meisterschaft 2014       | XD        | 1     | Gergely Krausz / Laura Sárosi          |
| 2014   | Turkey International 2014           | MD        | 2     | Karnphop Atthaviroj / Gergely Krausz   |
| 2014   | Ungarische Meisterschaft 2014       | MS        | 1     | Gergely Krausz                         |
| 2014   | Ungarische Meisterschaft 2014       | MD        | 1     | Gergely Krausz / Márton Szatzker       |
| 2015   | Turkish International               | MD        | 1     | Gergely Krausz / Samatcha Tovannakasem |
| 2015   | Ungarische Meisterschaft 2015       | MS        | 1     | Gergely Krausz                         |
| 2015   | Ungarische Meisterschaft 2015       | MD        | 1     | Gergely Krausz / Márton Szatzker       |
| 2015   | Ungarische Meisterschaft 2015       | XD        | 1     | Gergely Krausz / Laura Sárosi          |
| 2016   | Ungarische Meisterschaft 2016       | MD        | 1     | Gergely Krausz / Márton Szatzker       |
| 2016   | Slovenia International 2016         | MD        | 3     | Gergely Krausz / Samatcha Tovannakasem |
| 2016   | Ungarische Meisterschaft 2016       | MS        | 1     | Gergely Krausz                         |
| 2016   | Ungarische Meisterschaft 2016       | XD        | 1     | Gergely Krausz / Nikoletta Bukoviczki  |
| 2017   | Juniorenweltmeisterschaft 2017      | MS        | 17    | Gergely Krausz                         |
| 2017   | Egypt International 2017            | MS        | 3     | Gergely Krausz                         |
| 2017   | Ungarische Meisterschaft 2017       | MS        | 1     | Gergely Krausz                         |
| 2017   | Ungarische Meisterschaft 2017       | MD        | 1     | Gergely Krausz / Gergő Pytel           |
| 2018   | Ungarische Meisterschaft 2018       | MS        | 1     | Gergely Krausz                         |
| 2018   | Ungarische Meisterschaft 2018       | MD        | 1     | Gergely Krausz / Gergő Pytel           |
| 2018   | Juniorenweltmeisterschaft 2018      | MS        | 33    | Gergely Krausz                         |
| 2019   | Jamaica International 2019          | MS        | 3     | Gergely Krausz                         |
| 2019   | Ungarische Meisterschaft 2019       | MS        | 1     | Gergely Krausz                         |
| 2019   | Ungarische Meisterschaft 2019       | MD        | 1     | Gergely Krausz / Dániel Gradwohl       |